# رافائيل أورتيجا
رافائيل أورتيجا (بالإسبانية: Rafael Ortega)‏ مواليد 25 سبتمبر 1950 في بنما، هو ملاكم محترف بنمي يصنف ضمن فئة وزن الريشة. حقق بطولة رابطة الملاكمة العالمية.

## إحصائيات
خاض خلال مسيرته 31 نزالا، فاز في 22 وتعادل في 5 وخسر في 4. فاز بالضربة القاضية في 6 نزالات.

## روابط خارجية
- رافائيل أورتيجا على موقع بوكس ريك (الإنجليزية) (registration required)